# Ordre religieux
Un ordre religieux rassemble des personnes liées par des vœux solennels sous l'observance d'une règle religieuse. Essentiel dans le christianisme, il en existe aussi dans d'autres religions.
Dans le christianisme, c'est un ensemble d'hommes ou de femmes vivant un commun idéal de perfection « à la suite du Christ » (la sequela Christi) tel que défini par les orientations d'une règle religieuse propre. Dans la gamme des ordres religieux, deux tendances générales sont présentes. Les ordres dits « contemplatifs » cherchent l'union à Dieu dans une vie de prière et d'ascèse personnelle en retrait du monde, tandis que les ordres dits « apostoliques » cherchent l'union à Dieu dans le service des autres et l'engagement direct dans la société humaine. Tous, moines ou moniales (dans les « ordres monastiques ») comme les autres religieux, prononcent des vœux religieux. « L'émission des vœux solennels caractérise l'ordre religieux et le différencie de la congrégation religieuse, qui est à vœux simples. »

## Christianisme

### Christianisme catholique

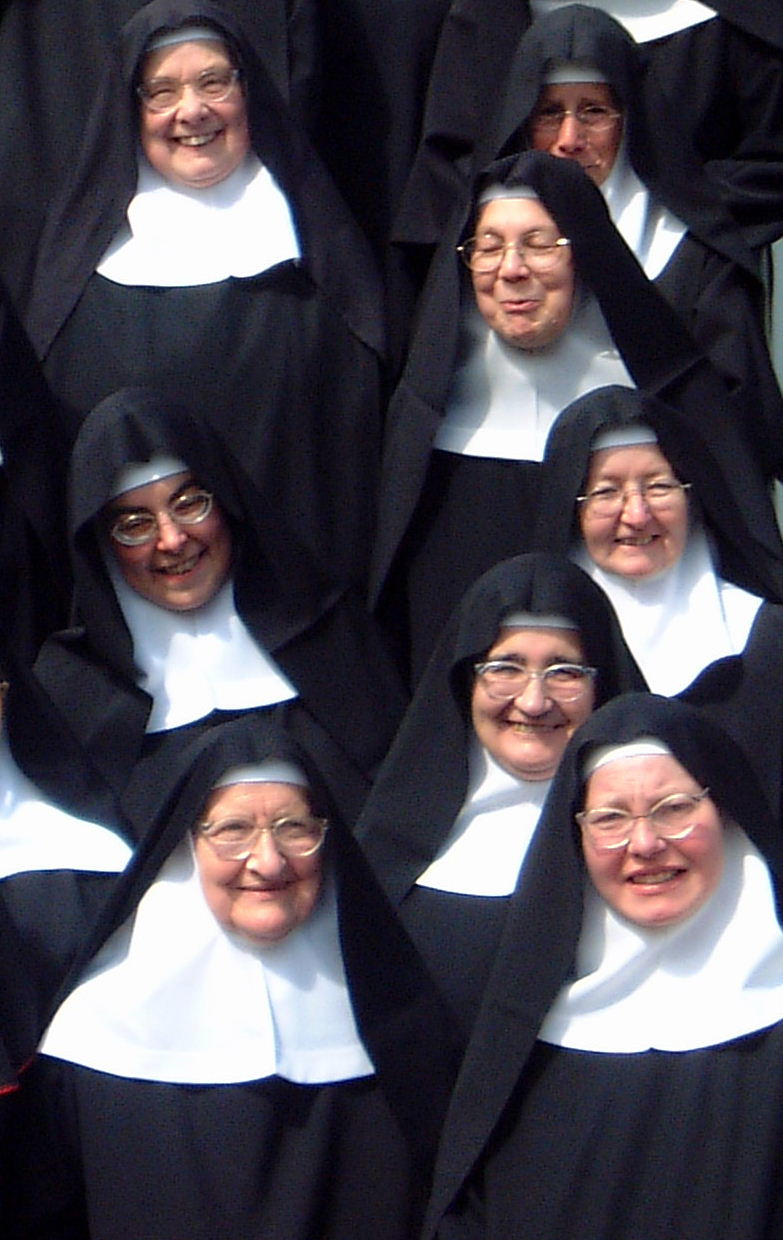
Moniales catholiques

Dans la tradition catholique, étaient considérés comme ordres religieux les mouvements religieux structurés importants (monastiques, mendiants) dont les vœux étaient prononcés de manière solennelle. Historiquement les derniers ordres religieux sont ceux créés au XVIe siècle tels l'ordre du Carmel, l'ordre de Saint-Jérôme, l'ordre de l'Immaculée Conception, l'ordre de l'Annonciation céleste, entre autres. Ce sont les différents ordres de clercs réguliers tels les Barnabites, Somasques, Jésuites, Théatins.  
Le code de droit canonique de 1983 ne fait plus de différence entre les ordres religieux traditionnels et les congrégations religieuses plus récemment fondées. Tous sont des « instituts de vie consacrée ».

### Christianisme orthodoxe
Issue de la Pentarchie, l’actuelle Église orthodoxe est en fait une communion d’Églises (cinq à l’origine au VIe siècle, vingt-deux au XXIe siècle) indépendantes sur le plan de l’organisation et de la discipline mais intimement liées entre elles sur le plan dogmatique (« Église des sept premiers conciles »). Chacune d’elles est autocéphale, c’est-à-dire dirigée par son propre synode habilité à choisir son primat (« patriarche »). L’ordre religieux est directement assimilable à celui d’ordre monastique car le monachisme d’Orient, resté cénobitique comme dans l’Église du premier millénaire, est généralement fondé sur la règle de saint Basile de Césarée.

### Christianisme protestant
La Réforme protestante a marqué une rupture avec le monachisme masculin et féminin. Luther considère que la vocation de tout un chacun n'est pas de chercher Dieu dans un couvent mais de s'incarner dans le monde. 
Au XIXe siècle, avec le « Réveil », le protestantisme est traversé par un regain d'intérêt pour certaines formes de vie monastique. Sont en particulier lancées dans différents pays des communautés féminines dite communautés de diaconesses. Toutefois celles-ci ne prononcent pas de vœux.